# Karl-Erik Forssell
Karl-Erik Forssell, född 27 november 1905 i Helsingfors, död 2 maj 1995 i Åbo, var finländsk biskop i Borgå stift inom Evangelisk-lutherska kyrkan i Finland. Forssell efterträdde Georg Olof Rosenqvist som stiftets tredje biskop och efterträddes av John Vikström.
Forssell var känd för att vara en stor kulturvän. Han var högt uppskattad framför allt bland etablissemanget i Svenskfinland och hade goda kontakter också utanför kyrkan.